# Campoletis parasignata
Campoletis parasignata är en stekelart som först beskrevs av Walley 1927.  Campoletis parasignata ingår i släktet Campoletis och familjen brokparasitsteklar. Inga underarter finns listade.